# San Saturnino de Osormot
San Saturnino de Osormort (oficialmente y en catalán Sant Sadurní d'Osormort) es un municipio de Cataluña, España. Pertenece a la provincia de Barcelona y se halla en la parte oriental de la comarca de Osona, en la zona de sierra de las Guillerías. Se halla situado en el valle de la riera Major, antes nombrada riera d'Osor, rodeado por los municipios de Viladrau, Espinelvas, Vilanova de Sau, Folgarolas y Tabérnolas. Su terreno es en la mayor parte forestal y tierras de pasto.

## Geografía humana

### Demografía
Cuenta con una población de 84 habitantes (INE 2024).
| Gráfica de evolución demográfica de San Saturnino de Osormort entre 1842 y 2021 |
| |
| En este censo se denominaba Ososmort: 1842 En este censo se denominaba Osormort: 1857 En este censo se denominaba San Sadurní d'Osormort: 1860 En estos censos se denominaba San Saturnino de Osormot: 1877, 1887, 1897, 1900, 1910, 1920, 1930, 1940, 1950, 1960, 1970 y 1981 Población de derecho según los censos de población del INE. Población de hecho según los censos de población del INE. |

| 1900 | 1930 | 1950 | 1970 | 1981 | 1986 | 2006 |
| ---- | ---- | ---- | ---- | ---- | ---- | ---- |
| 233  | 296  | 315  | 131  | 79   | 79   | 89   |

## Lugares de interés
- Iglesia parroquial de San Saturnino de estilo románico, construida en el siglo XI.
- Dentro de su término, en un lugar conocido como Puig Castellar, se han encontrado restos de cerámica de un antiguo poblado ibérico.
- La masía Masferrer sobresale por su arquitectura del siglo XVII, con la fachada esgrafiada y excelentes trabajos de forja en sus balcones.